# Abbaye de Marchtal
L'abbaye de Marchtal (Abbatia Marchtallensis) est une ancienne abbaye située à Obermarchtal en Allemagne dans le Bade-Wurtemberg. Son nom provient d'un mot alémanique, Marach, signifiant « homme des chevaux ».

## Histoire

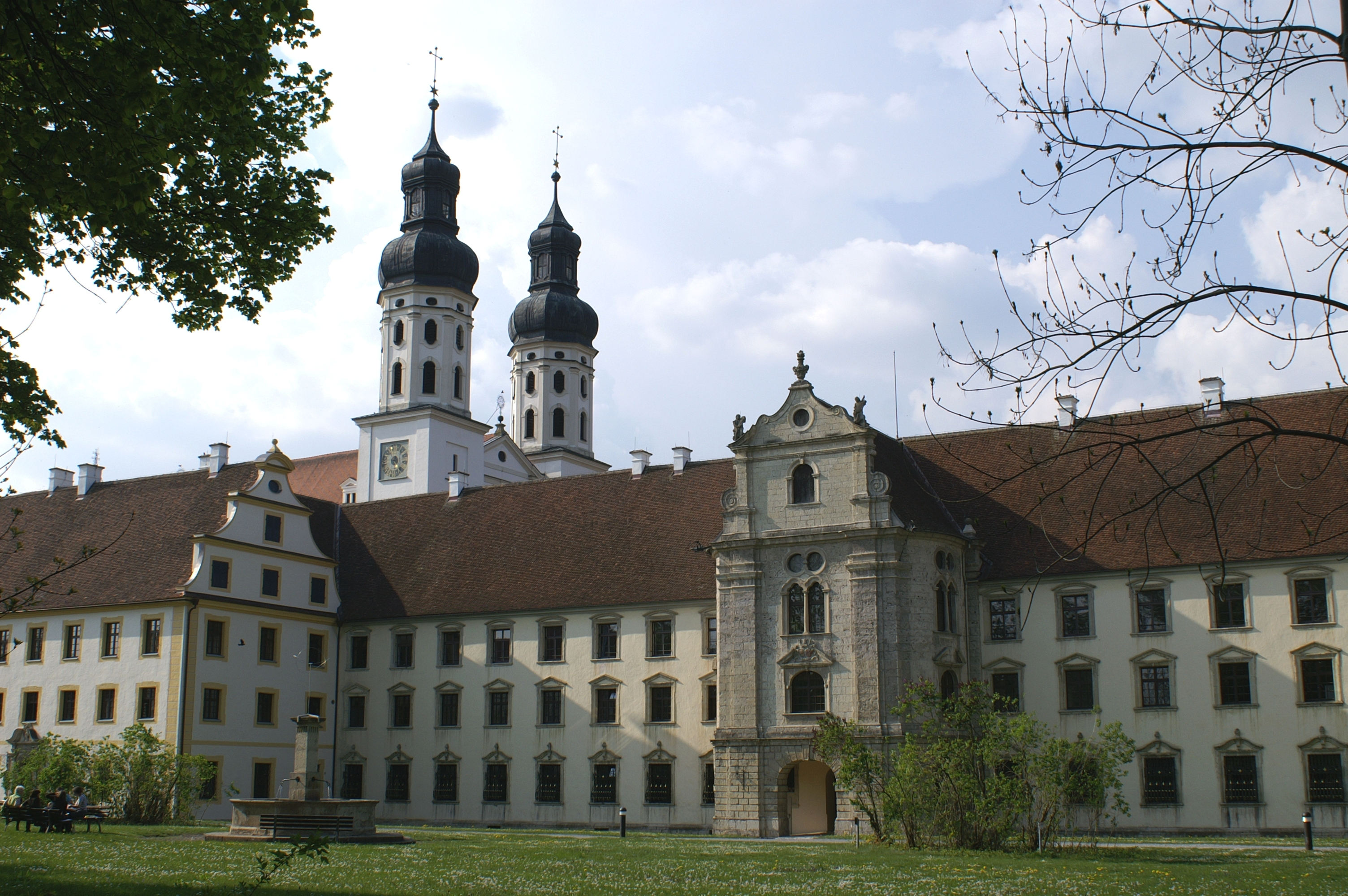
Vue de l'abbaye.

En 776, les descendants de Halaholf (mort avant 776) (les Ahalolfings) fondent sur leur domaine un monastère placé sous le vocable de saint Pierre. La fondation monastique est indépendante de l'ordinaire du lieu et des patrons laïcs selon la règle mixte de saint Colomban et de saint Benoît, jusqu'à la réforme générale bénédictine de saint Benoît d'Aniane. Ensuite, en 993, le monastère est dédié par Hermann II de Souabe et son épouse Gerberge aux apôtres Pierre et Paul, dédicace dont il est fait mémoire jusqu'en 1171, afin d'en faire leur nécropole familiale. L'évêque saint Gebhard de Constance le consacre en 995.
Au XIIe siècle, le monastère obtient le nom de  Marchtal puis entre en possession de diverses familles nobles de Souabe dont les Hohenstaufen et l'empereur Frédéric Barberousse. 
En 1171, il devient prieuré des  Prémontrés par la volonté du comte palatin Hugues II de Tübingen, et grâce à leur arrivée les environs sont intensément cultivés et deviennent riches. C'est quasiment un double monastère avec un monastère pour les moines et plus loin un monastère pour les moniales. Les religieux de chœur (et non les convers) sont placés sous l'autorité de l'abbé de Mönchsrot (à Rot an der Rot).
Le premier prévôt de la nouvelle congrégation est Eberhard von Wolfegg, provenant de l'abbaye de Mönchsrot.
Meinhardt lui succède et fait rénover les murs du prieuré entre 1204 et 1208. Le prévôt Walther II transforme la vieille abbatiale en église de plan basilical à trois nefs, consacrée le 2 mai 1239 par l'évêque Henri Ier de Constance, puis son successeur Konrad (1226-1275) empêche que le monastère ne passe à la branche féminine et à partir de 1273 il est placé sous le seul soin spirituel des moines du prieuré eux-mêmes. Seule demeure la branche masculine. 
Sous le prévôt Heinrich Mörstetter (1436-1461) le monastère obtient en 1440 le rang d'abbaye et en 1500 celui d'abbaye impériale avec la disponibilité d'un siège au Reichstag. En 1609, le prévôt local reçoit tous les droits abbatiaux et un pontifical qui lui garantit l'usage de la mitre, de l'anneau et de la croix pectorale. L'aire gouvernée par l'abbaye comprend à l'époque les villes de Reutlingen, Ehingen, Munderkingen et Riedlingen, et une vingtaine de villages avec des fabriques.
Pendant la guerre de Trente Ans, l'endroit est abandonné et il est saccagé en 1632 par les troupes suédoises et une grande partie de la structure est abattue ou ruinée de manière quasi irréparable. C'est ainsi qu'en 1674, a lieu la reconstruction des bâtiments et en particulier l'église abbatiale qui est terminée en 1686 et consacrée en 1701. L'appartement dit du cardinal est peint de fresques de Joseph Wannenmacher. La jeune archiduchesse Marie-Antoinette y passe une nuit en 1770 comme étape de Vienne à Paris avant de retrouver son époux, le futur Louis XVI. 
Lorsque l'abbaye est sécularisée, c'est-à-dire expropriée (ou médiatisée), Marchtal passe en 1803 aux Thurn und Taxis (Tour-et-Taxis), puis à la principauté de Buchau, pour finalement tomber aux mains du roi de Wurtemberg en 1806. L'abbatiale devient simple église paroissiale. En 1919, les Sœurs de Marie des Douleurs, religieuses salésiennes venues de Chotieschau en Bohême, s'installent dans l'ancienne abbaye et y ouvrent un internat de filles, et en partent en 1997, faute de vocations. Entretemps la propriété des murs est passée en 1972 au diocèse de Rottenburg-Stuttgart.
Après la fermeture de l'école en 1997, les religieuses déménagent à Untermarchtal. Une école de perfectionnement pour enseignants des écoles catholiques du Wurtemberg (Kirchliche Akademie der Lehrerfortbildung Obermarchtal) s'y installe.

## L'abbaye et l'église Saints-Pierre-et-Paul

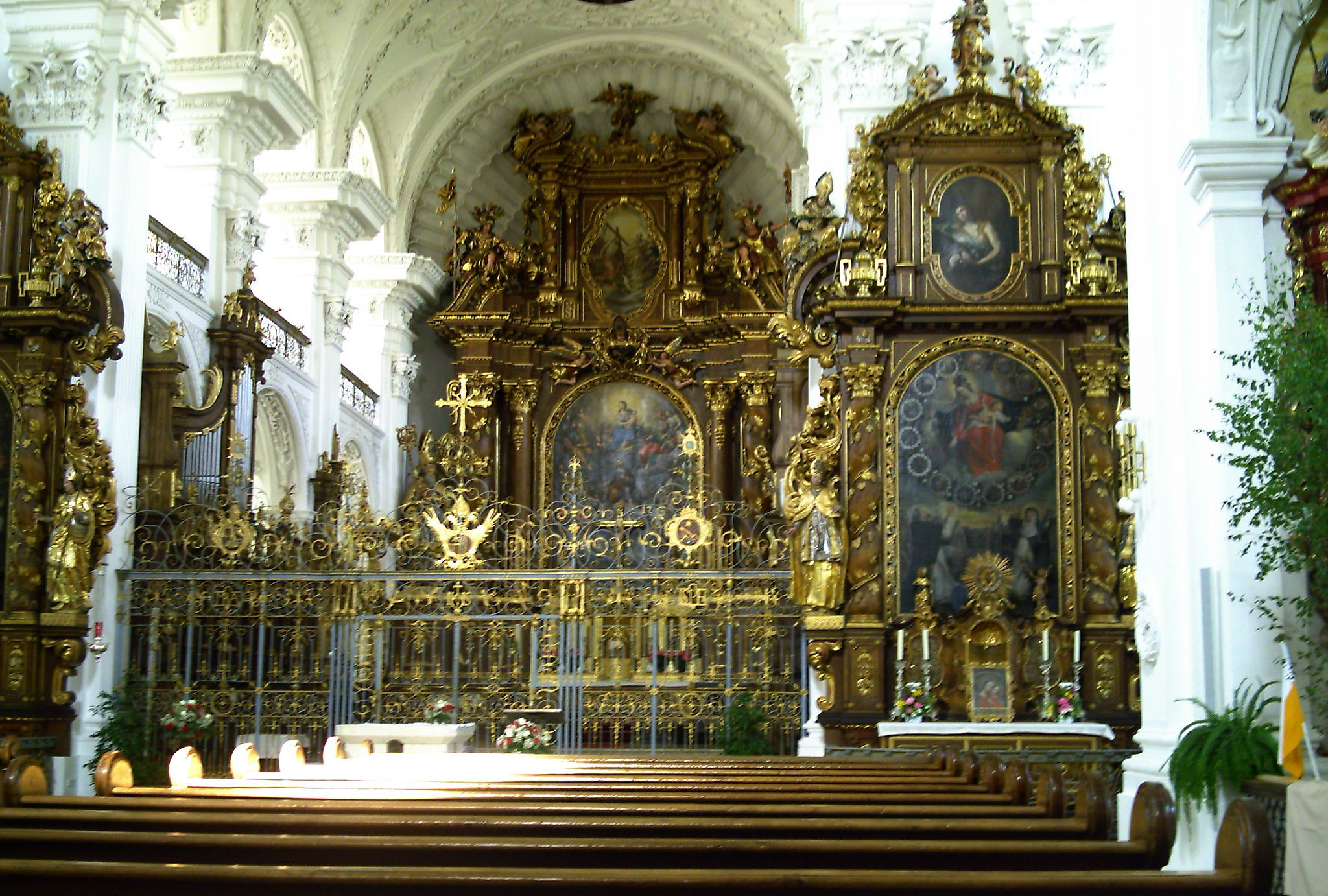
Intérieur de l'église.

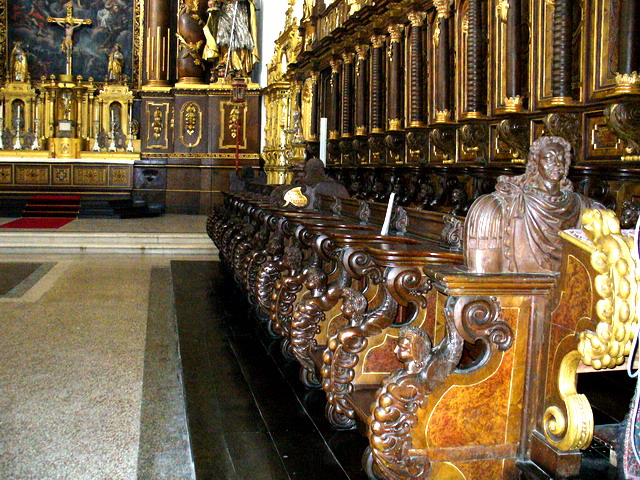
Stalles du chœur.

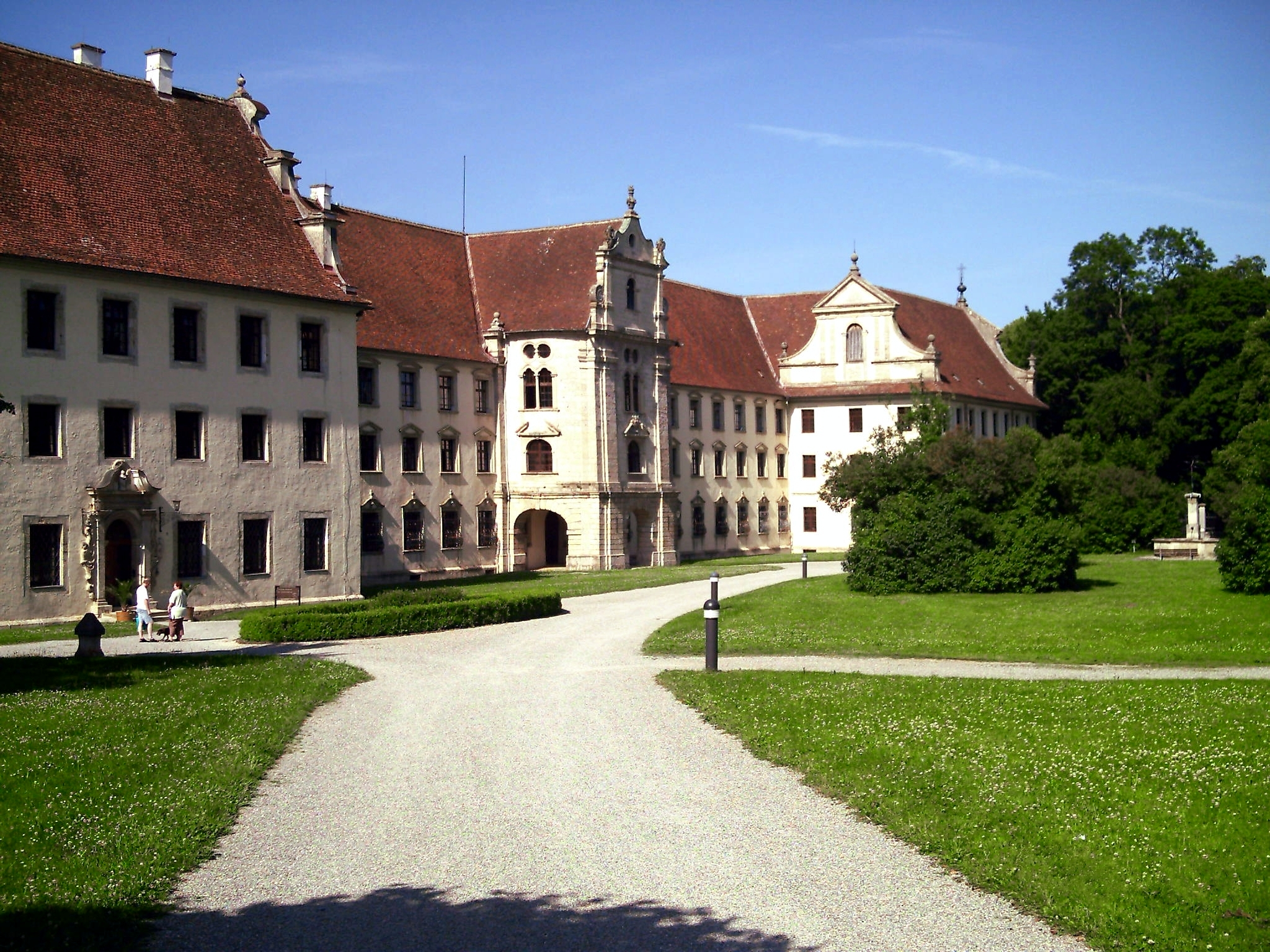
Cour intérieure.

L'abbatiale mesure 55,68 mètres de longueur pour 21,84 de largeur, avec une hauteur de 18,40 mètres. Son plan est complètement symétrique, flanquée du cloître, gittante su di un'ampia corte. Non loin se trouve le splendide cancello de l'entrée principale, érigé au XVIe siècle et modifié à plusieurs reprises jusqu'au XVIIIe siècle, tandis que tout l'intérieur est réaménagé en style rococo. 
La reconstruction de l'église est projetée par Nikolaus Wierith en 1674 avec l'architecte italien Tommaso Comacio, mais n'est pas réalisée par manque de moyens financiers ; l'église est tellement vétuste que l'abbaye décide elle-même en 1685 de nouveaux travaux, sous la direction de Michael Thumb et de son cousin Franz Beer, qui termine le chantier. L'église est consacrée le 11 septembre 1701 par l'évêque de Constance. 
Les fresques au-dessus de l'autel sont exécutées en 1695 par Johannes Heiß (1640-1704) de Memmingen.

## Orgue
L'orgue est sans doute l'élément le plus monumental présent à l'abbatiale de Marchtal. Il a été construit selon le projet de Johann Nepomuk Holzhey (1741-1809). En 1784, il comptait 41 registres différents, trois claviers manuels et un pédalier, derrière une précieuse balustrade. Il possède 3 250 tuyaux.